# Hisaki Matsuura
Hisaki Matsuura (松浦 寿輝 Matsuura Hisaki?, 18 de marzo de 1954) es un profesor, poeta y novelista japonés.

## Biografía
Nacido en Tokio, Matsuura obtuvo en 1981 su doctorado en literatura francesa por la universidad Sorbona Nueva - París 3, y en 1982 fue contratado como profesor adjunto del departamento de francés de la universidad de Tokio donde es profesor de cultura y de representación. Se benefició durante en el curso 1997–98 de una bolsa de la Fundación Japón para estudiar en la Universidad de Harvard.

## Premios
Matsuura ha recibido varios premios por su obra literaria, como el premio Akutagawa en 2000 por su novela Hana kutashi (A Spoiling Rain), el premio Yomiuri en 2004 por Hantō (« La Pénínsule »), el premio Jun Takami por Fuyu no ki (1988), el Premio Mishima Yukio por Orikuchi Shinobu Ron en 1996, el premio Shōhei Kiyama por Ayame karei hikagami (2005) y el premio Sakutarō Hagiwara por Kissui toshi en 2009. Su novela Kawa no Hikari (« Luz del río ») ha sido adaptada a TV.

## Obras

### Novelas
- Triangle (título original: Tomoe), traducción David Karashima, Dalkey Archive Press, 2014.[2]

### Otras publicaciones
- A Comparative Study on Images of 'Modernity', The Japan Foundation Newsletter XXVI/No. 1, pages 7–8.
- Electronic Realism, traduit par Indra Levy.
- The Memory of the Extra-Filmic: Preservation and Access to Materials for the Future of Film Studies